# تستل
تستل (به آلمانی: Zetel) یک شهر در آلمان است که در فریسلاند واقع شده‌است. تستل ۱۱٬۸۰۳ نفر جمعیت دارد.